# まりん・あわじ
まりん・あわじは、淡路市が所有し、淡路ジェノバラインに運航を委託している高速船。兵庫県淡路市の岩屋港と明石市の明石港を結ぶ航路に就航している。

## 概要
2010年11月15日の明石淡路フェリーの運航休止により、自動車専用道路である明石海峡大橋を通行できない125cc以下の小型自動二輪車は、淡路島へ渡ることが出来なくなった。小型フェリーによる航路再開が計画されたが後に撤回され、明石淡路フェリーは清算された。その後、国土交通省、兵庫県、淡路市、明石市、洲本市、南あわじ市などで組織する「明石海峡海上交通に関する協議会」により、125cc以下の小型バイクを搭載可能な高速船を建造する方針が示され、2014年1月20日に開催された第3回会合で2015年夏の運航開始で合意した。
本船はアルミ合金製の双胴高速船で、広島県尾道市のツネイシクラフト&ファシリティーズで建造された。2014年10月29日に起工、2015年6月18日に進水・命名式が行われ、「まりん・あわじ」と命名された。船名および船体塗装は、淡路市、洲本市、南あわじ市、明石市の4市の在住者、通勤・通学者、出身者を対象に公募され、船名163件、船体塗装65件の応募作品から選ばれた。その後、海上公試などを経て、2015年7月10日に淡路市の津名港へ回航され、乗員の習熟訓練を行い、8月2日、岩屋港を14時00分出港より岩屋港と明石港を結ぶ航路に就航した。125cc以下の小型バイクの航送の開始は、明石港の浮き桟橋の工事が完了した9月23日から行われている。

## 船内
- 1Fは船室（定員150名）となっており、船尾のデッキに自転車20台、125cc以下の小型バイク8台を搭載可能である。
- 2Fの前方はブリッジ、後方はデッキ（定員30名）となっている。
- 1F後方には車いす固定スペース（2台分）、男女兼用・身障者用トイレ（洋式・温水洗浄便座つき、ベビーベッドつき）と女性専用トイレ、1F船室内にはAEDが備えられている。
- 1F船室座席の各壁面にモバイル機器充電用のAC100Vコンセントが備えられている。

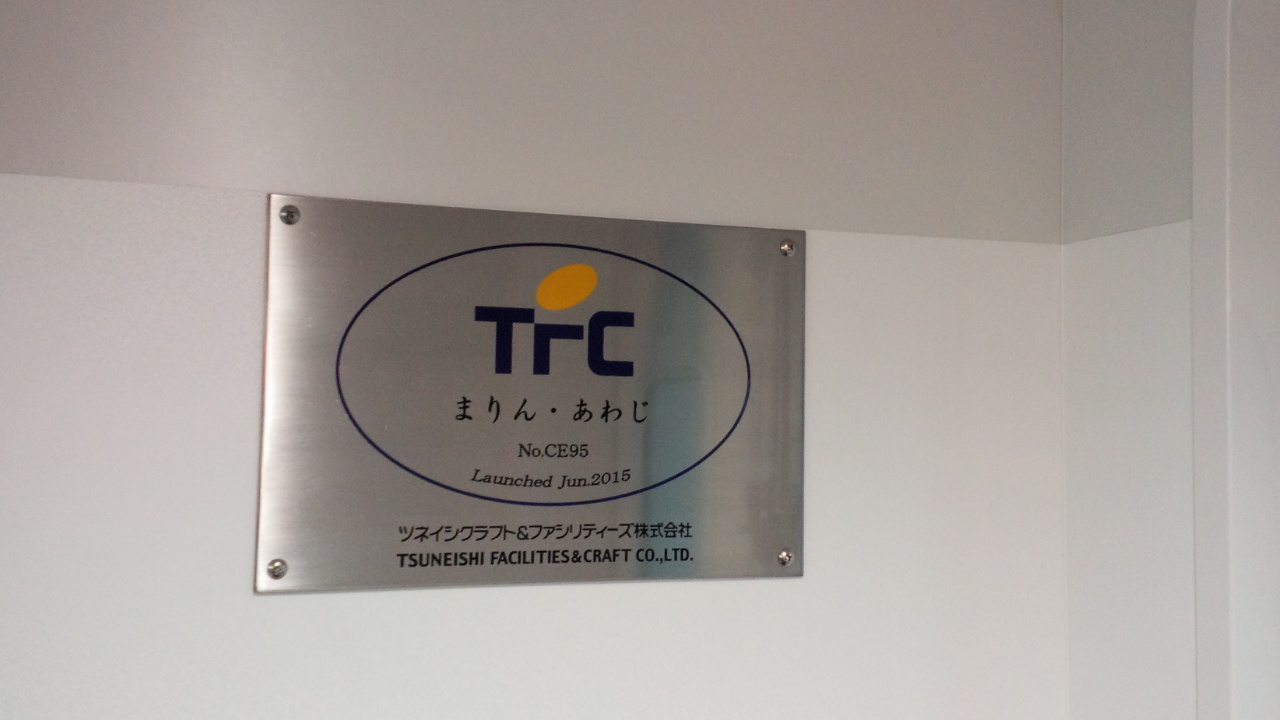
乗降口付近に取り付けられた銘板。
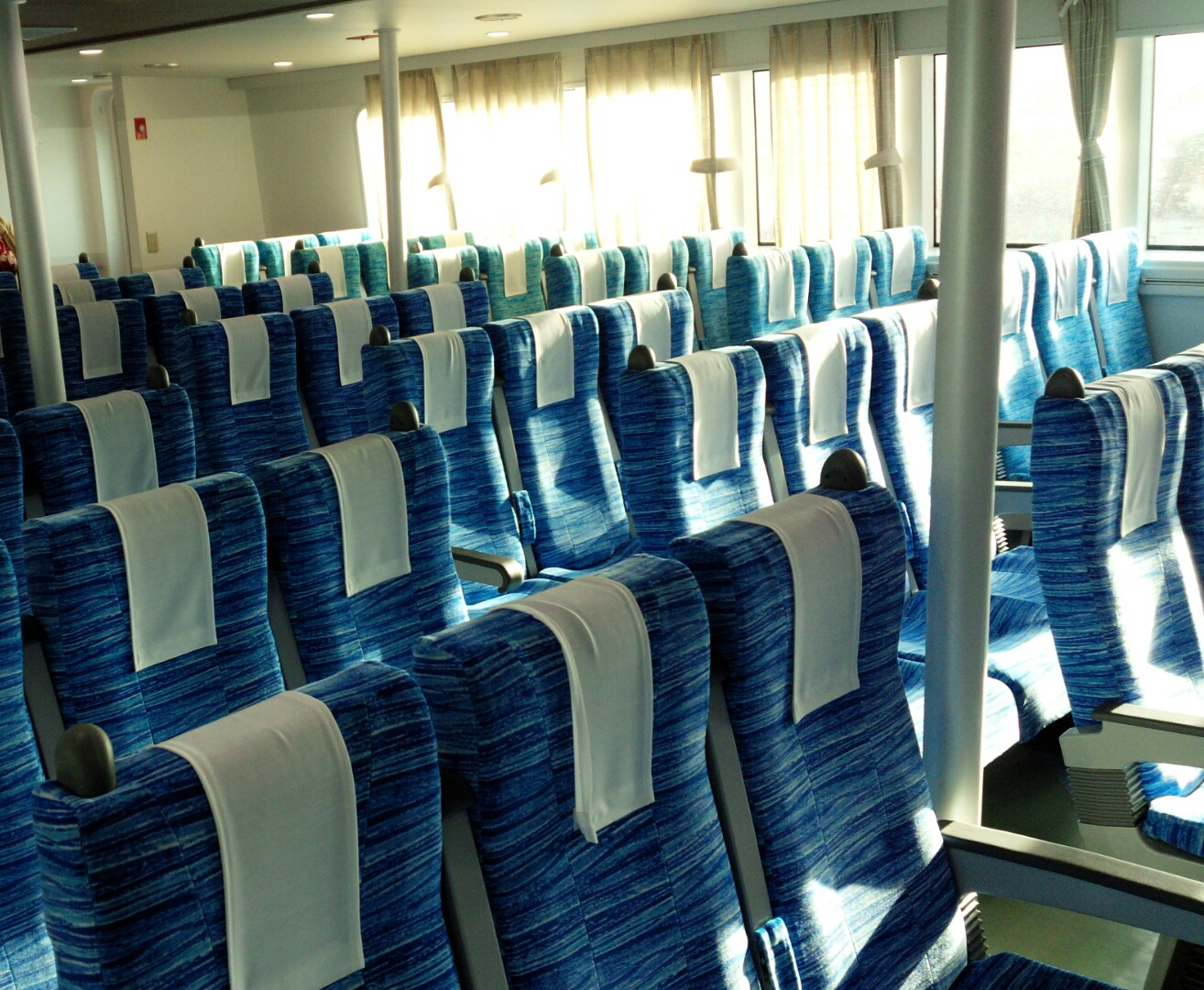
1階客室内(乗船口より前方)。
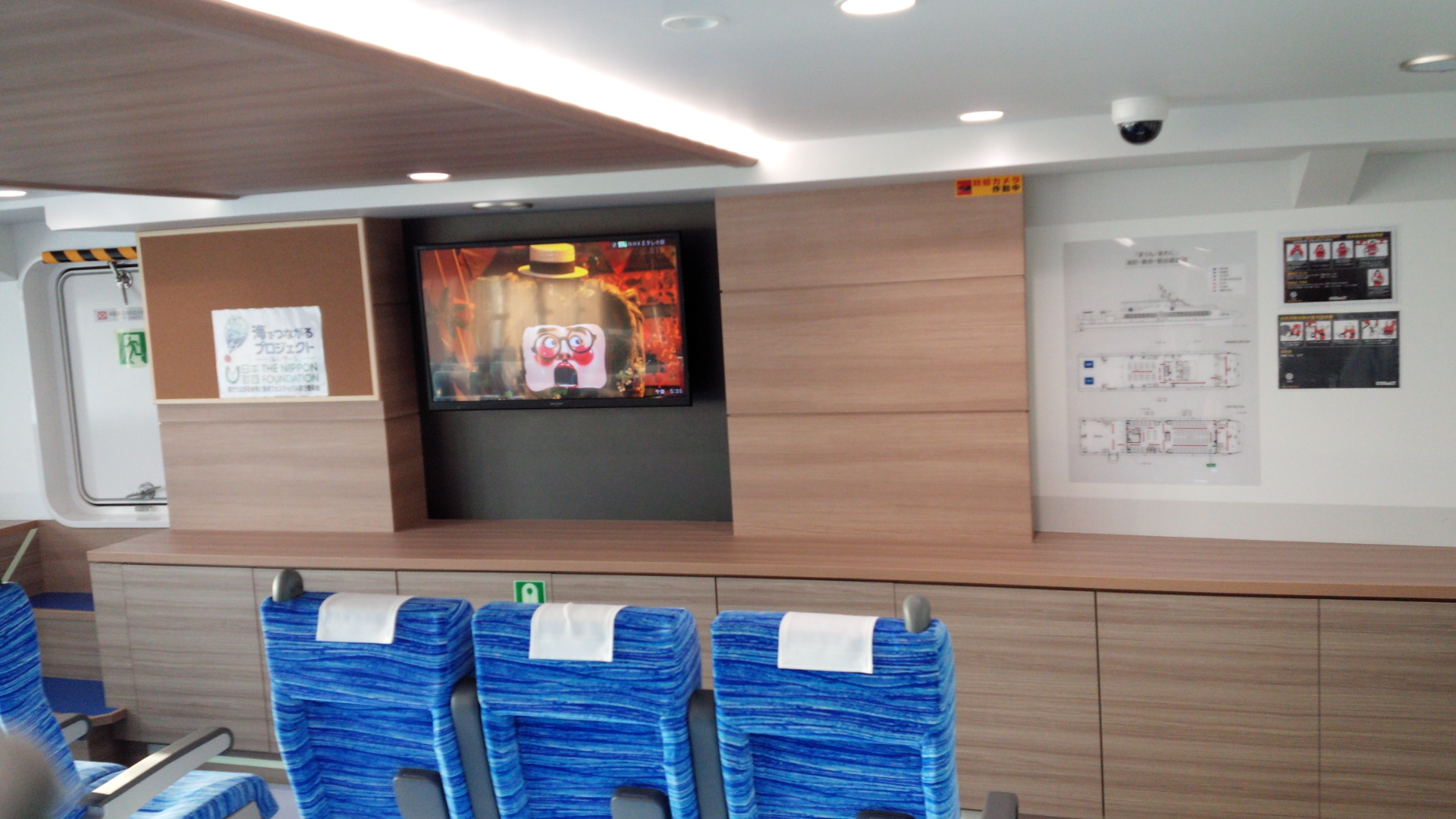
前方に設置された大型液晶テレビ。
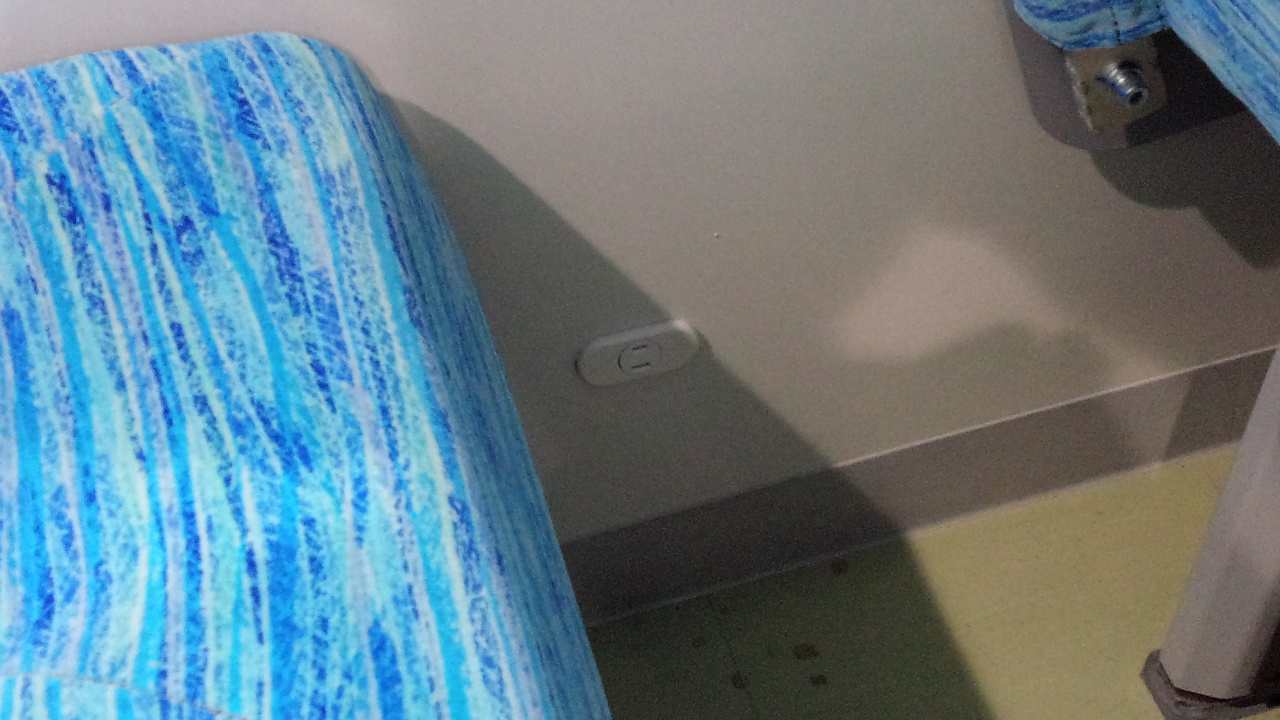
各座席の壁面に設置されたモバイル機器用コンセント。
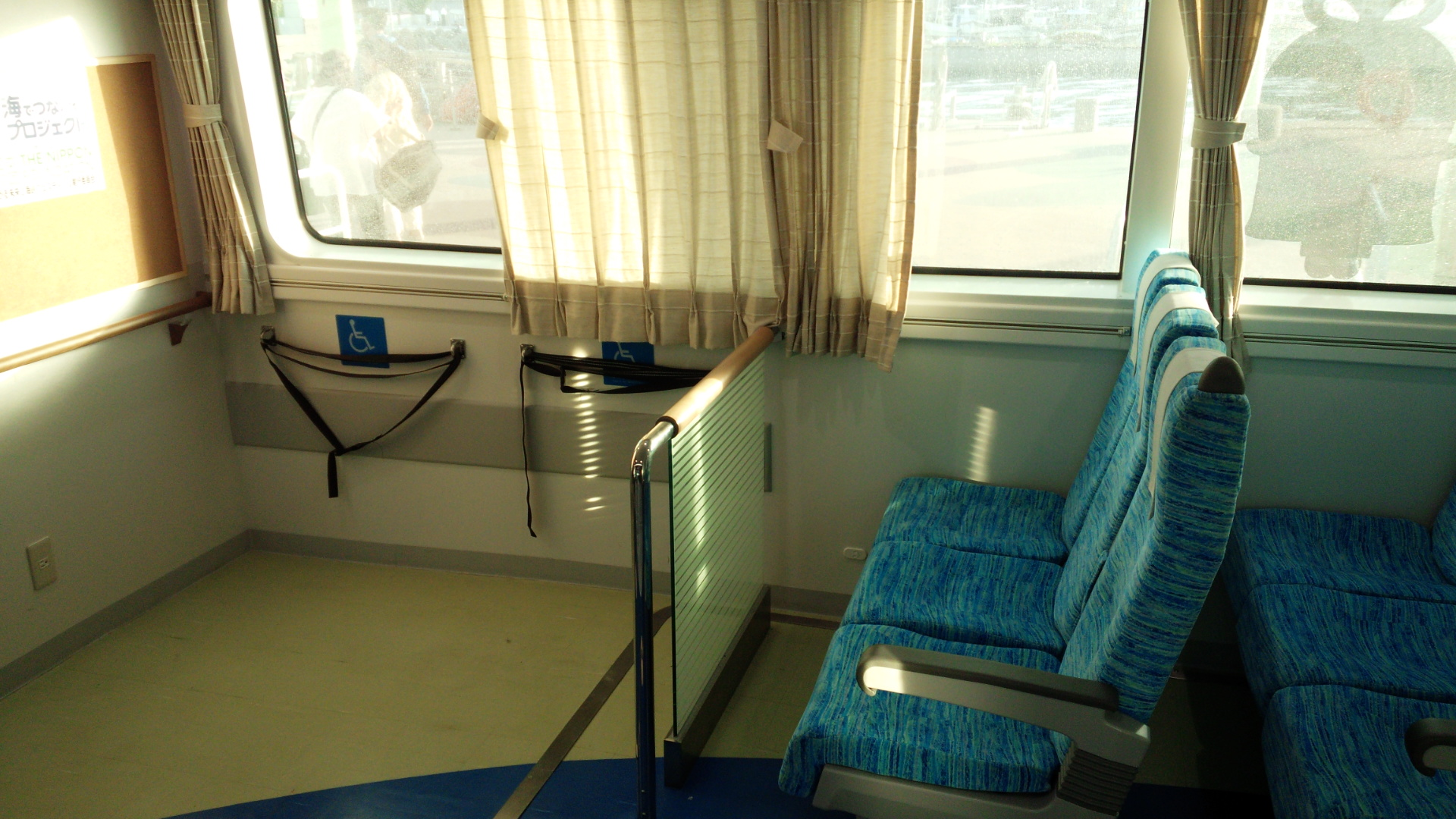
車椅子固定スペース。
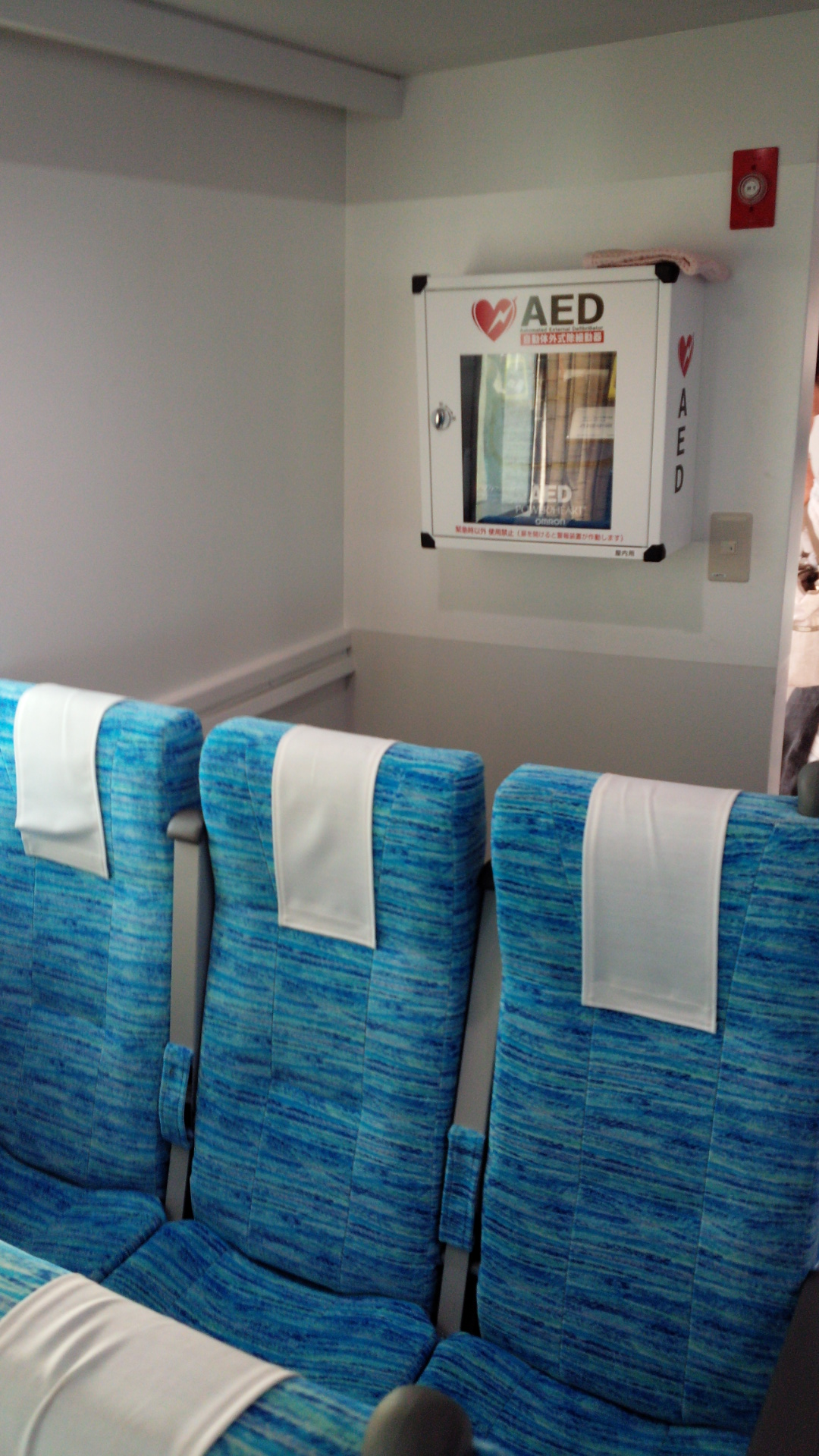
客室に備えられたAED。
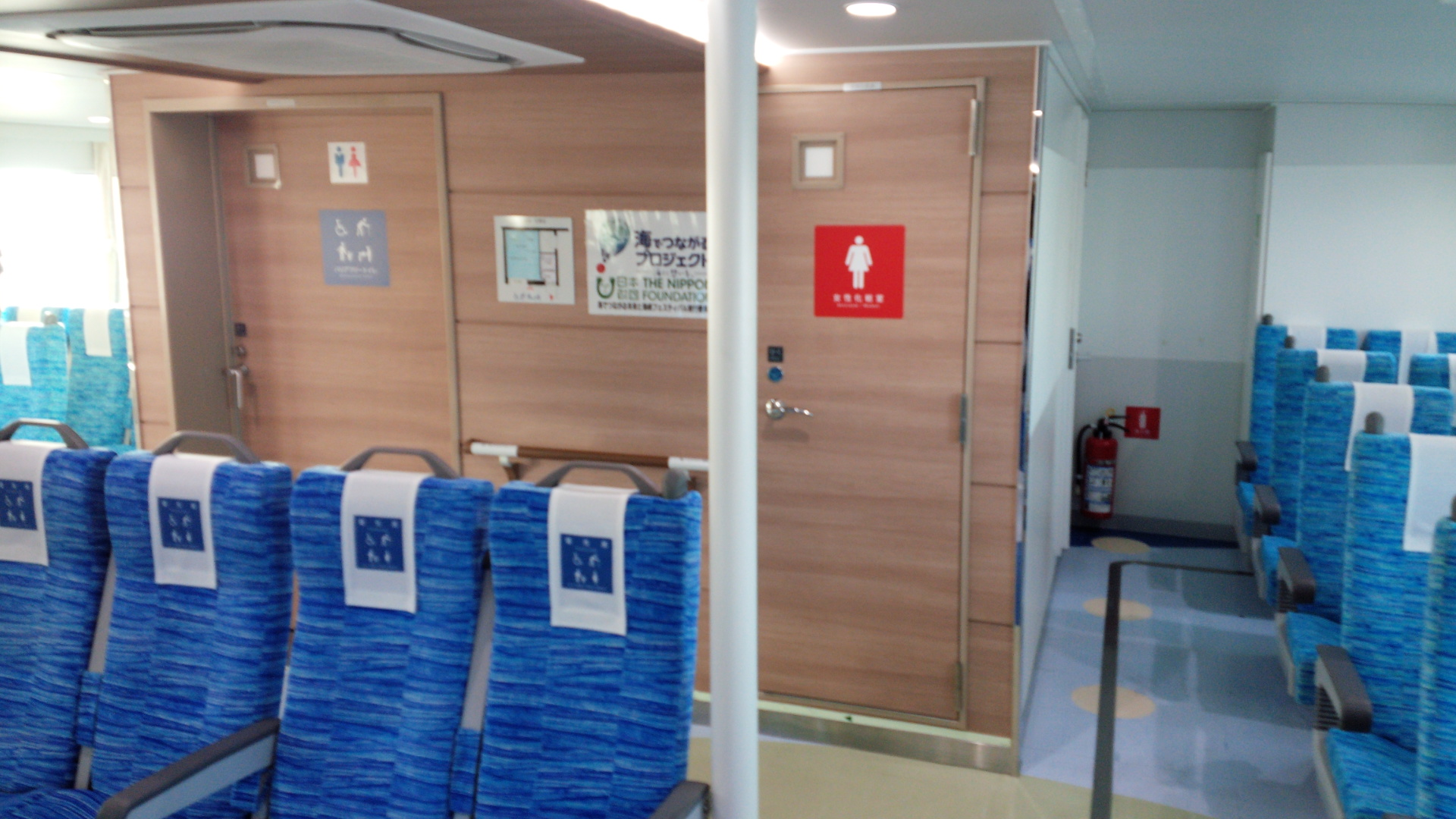
客室後方に設けられたトイレ(左が多目的、右が女性用)。
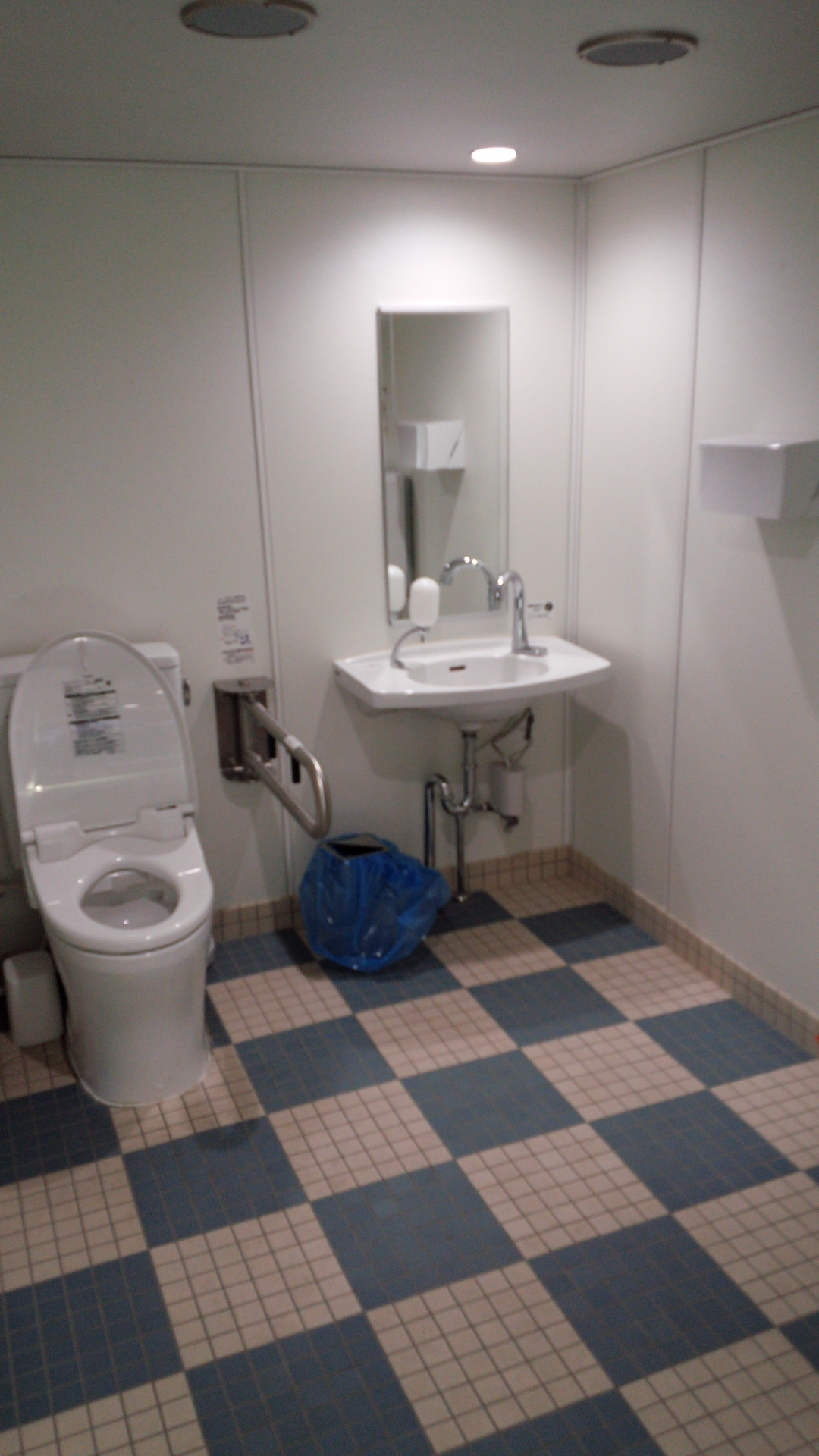
バリアフリーの多目的トイレ。
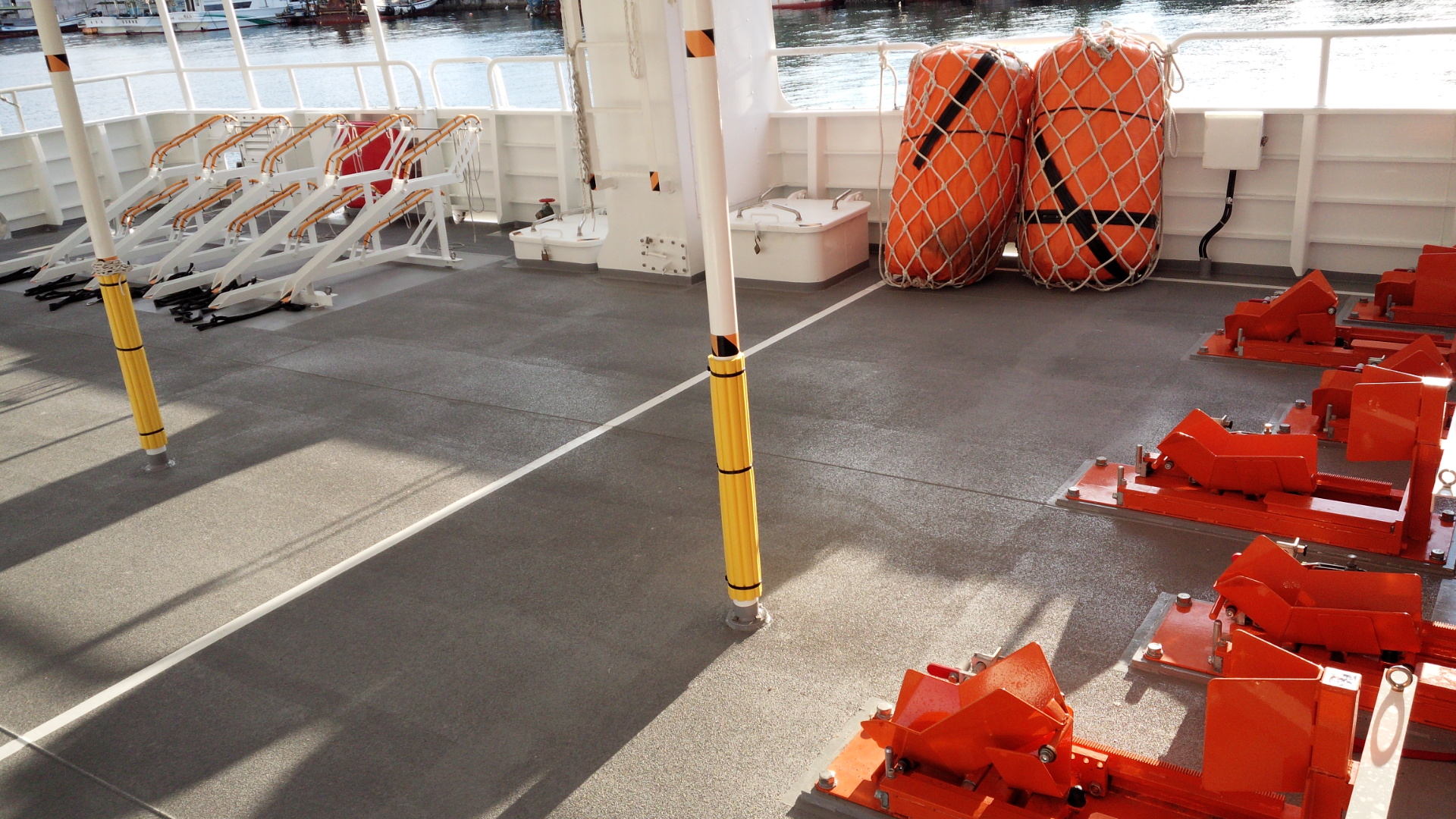
バイク・自転車の固定スペース（オレンジ色が125cc以下のバイク用、8台分）。
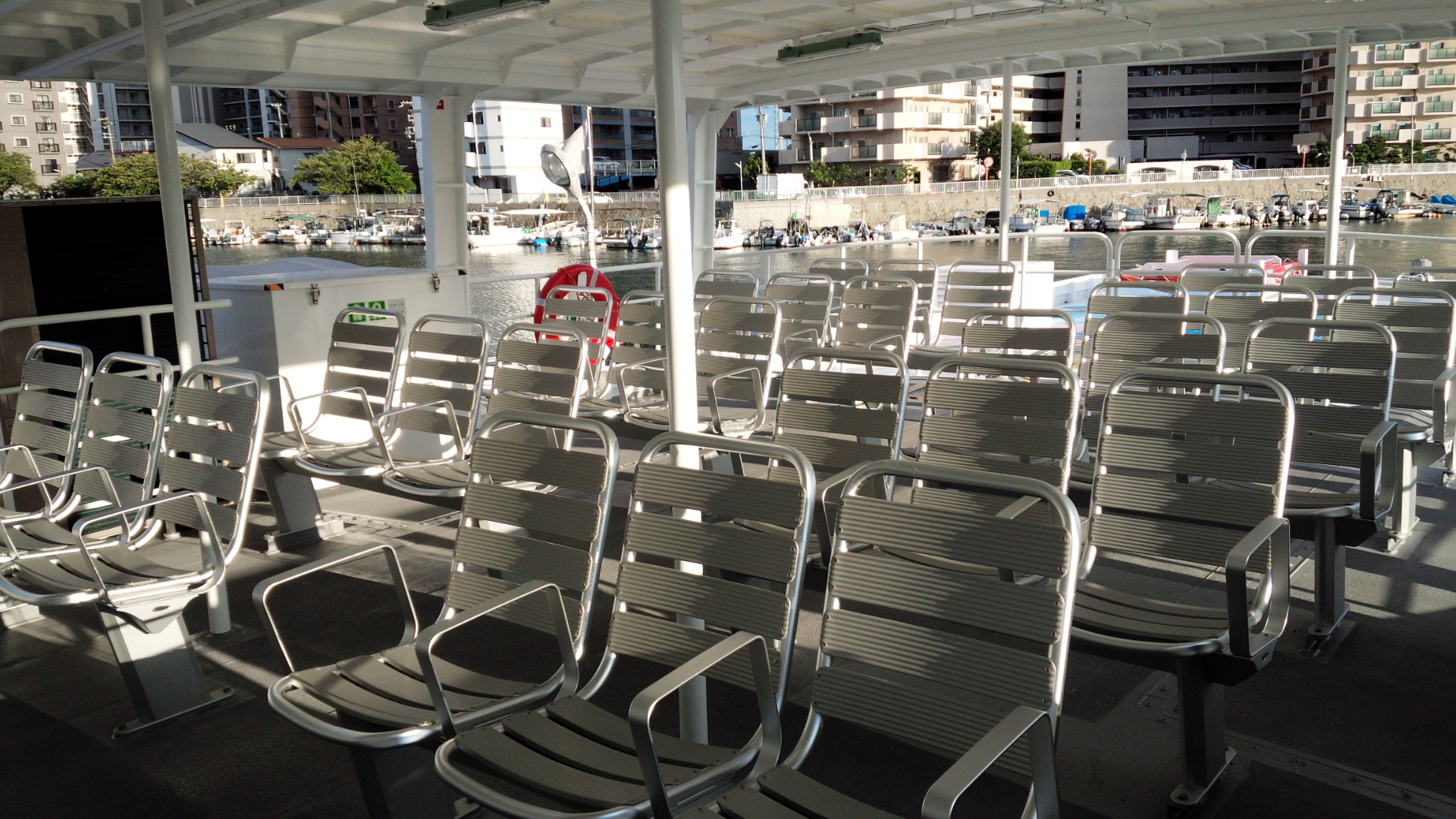
2階甲板部の客席。
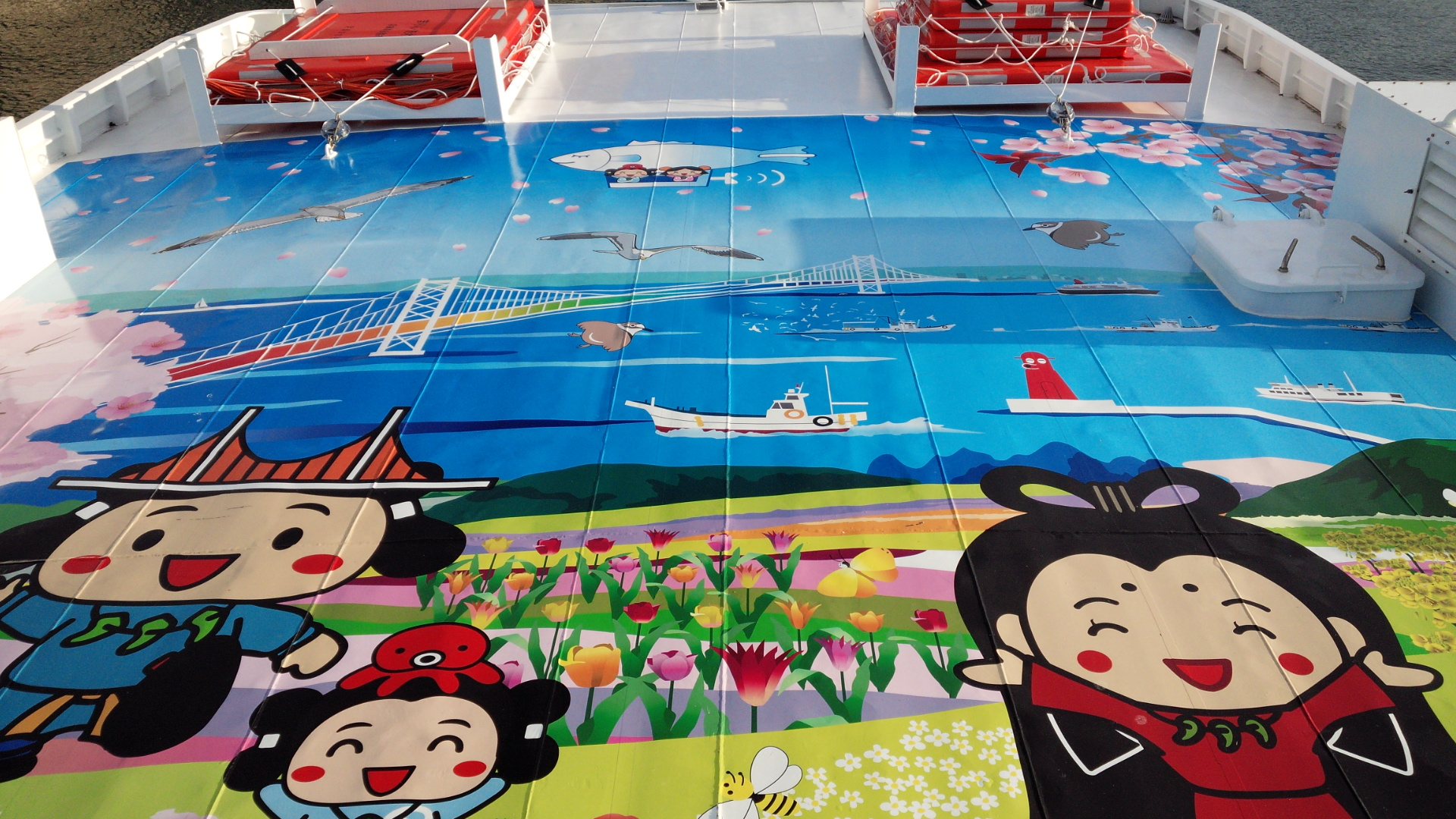
甲板後方に描かれた淡路市のマスコット「あわ神・あわ姫」のイラスト。
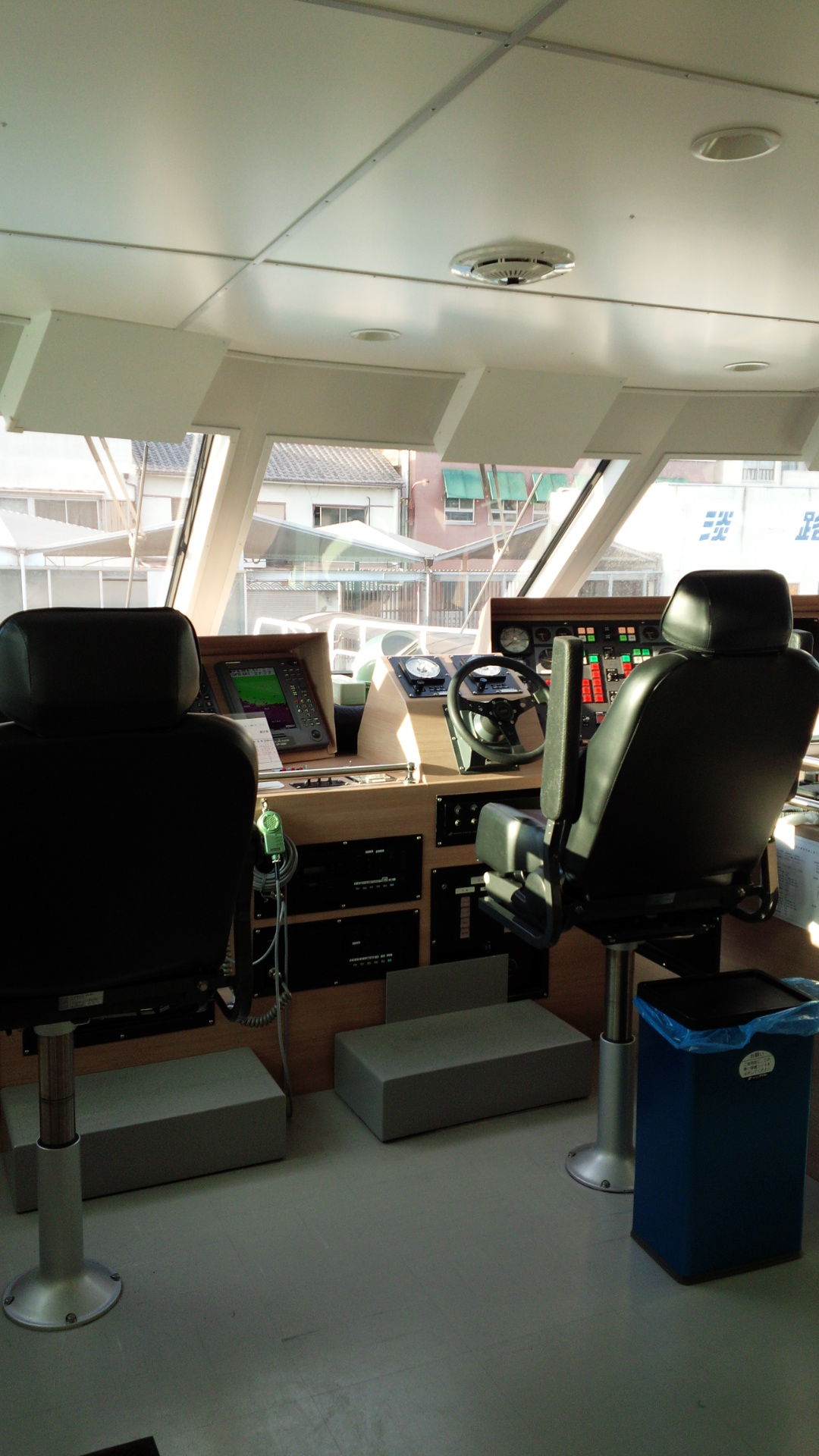
操舵室。